# Перес, Бель
Мария Изабель Перес Сересо (нидерл. María Isabel Pérez Cerezo; Нэрпелт, 29 января 1976) — испанская певица, которая выступает под псевдонимом Бель Перес. Несмотря на то, что она родилась и живёт в Бельгии, у неё только испанское гражданство (ПРОТИВОРЕЧИЕ: Гражданство: Бельгия), потому что её родители испанцы.
«Испания живёт во мне, не только в моем рвении, но и в моем наслаждении спокойствием, простотой и тишиной», говорит Бель Перес.
Испанские корни певицы выражаются в её музыке, потому что она в основном выпускает весёлую музыку. Фламандско-латиноамериканская дива очень популярна в Голландии, во Фландрии и Германии. Она стала известной, благодаря испанской песне: Que viva la vida, которая в Бенилюксе стала саундтреком к мультфильму «Мадагаскар».

## Карьера
Первые шаги на сцене были сделаны ею в раннем детстве. Бель пела в группах, игравших фламенко и участвовала в конкурсах для молодых исполнителей. Когда ей было 21 год, она обнаружила свой талант к музыке на местном шоу участников в 1997 году. В 2000 году она участвовала в бельгийской программе Eurosong, которая является отборочным туром Евровидения. Она выпустила песню Hello World.
Ею были сделаны две неудачные попытки для того, чтобы попасть на конкурс, но её сольная карьера пошла в гору. После её первого выступления с группой Honeybee, её заметил фламандский бельгийский телеканал VTM. Её пригласили, чтобы выступить в первой онлайн интернет телепрограмме во Фландрии — Channel E. В 2003 году Перес становится ведущей программы ZonesTV, вместе с телеведущим Яном Босманом на флагмандском телеканале LibertTV. В 2004 певица выступила на конкурсе «Мисс Бельгия».
В 2005 она входит в состав музыкальной программы Star Academy, в которой ищут людей с особым музыкальном талантом. Бельгийско-испанская певица с Яном Смитом ведёт программу ТROS muziekfeest, в которой выступают много голландских артистов. В 2006 Бель Перес снова участвовала в отборе Евровидения с песней Еl mundo bailando. Она выиграла последний предварительный отбор, в полуфинале и финале заняла третье место.
Хотя Перес в начале своей карьеры преимущественно исполняла песни на английском, с третьего альбома она переключилась на латиноамериканскую поп-музыку. Это оказалось хорошим выбором, потому что с того момента продажа сигнлов и альбомов увеличилась. Также в Голландии Перес приобрела большую популярность благодаря песне Que viva la vida, с которой она попала в топ-10 голландских хит-листов и её одноимённый альбом был продан свыше 50.000 раз.
Летом 2006 года был выпущен альбом Gotitas De Amor, который Перес представила перед аудиторией во время своих Мega Latino концертов в арене Sportpaleis в Антверпене. В октябре того же года певица выступила в зале Heineken Music Hall в Амстердаме. В ноябре 2006 был выпущен DVD с полной записью её концерта в арене Sportpaleis. В начале 2007 года, Бель Перес организовала театральное турне по Голландии. 5-го и 6-го мая 2007 певица смогла собрать большое количество поклонников с концертами Mega Latino в антверпенской арене Sportpaleis. 13-го октября 2007 Бель Перес впервые выпустила при полном аршлаге в зале Ahoy' в Роттердаме.
В 2010 году Перес подписала контракт с Ars/Universal и выступила с певцом Pitbull сингл Beat on my drum.
В 2013 году года появился новый сигнл певицы Adios Bye Bye, и она начала работать на телеканале Just.
Три года спустя, в 2016 году, бельгийско-испанская певица участвовала в музыкальной программе «Liefde voor muziek» на бельгийском телеканала VTM.

## Личная жизнь
В 2000 Бель вышла замуж за Марио Винтерса и развелась в 2008. 16 июня 2016 певица вышла замуж за Ваутер Ван Дэр Хорста. В конце декабря 2016 года, У Перес родился сын Еlia. 
В альбоме Gotitas De Amor можно найти следующие хиты: El Mundo Bailando и Ave Maria и сингл Gotitas De Amor.